# Ходулов, Дмитрий Фёдорович
Дмитрий Фёдорович Ходулов  (22 июля (4 августа) 1912 — 3 октября 1977) — советский актёр, театральный режиссёр, мастер художественного слова (чтец)/ Народный артист СССР (1958), депутат Верховного Совета СССР 6-го созыва, кавалер Ордена Трудового Красного Знамени (1967), Ордена Октябрьской Революции (1972), Медали «За доблестный труд в Великой Отечественной войне 1941—1945 гг.», Медали «За трудовое отличие» (1957), Медали «За доблестный труд. В ознаменование 100-летия со дня рождения Владимира Ильича Ленина», Медали «Ветеран труда» якутского происхождения. Награжден Почётными грамотами Президиумов Верховного Совета РСФСР и Якутской АССР. Почётный гражданин Мегино-Кангаласского улуса.

## Биография
Дмитрий Ходулов родился в многодетной семье крестьянина-бедняка 22 июля (4 августа) 1912 года на заимке Булгуннях (Куэлэ) (якут. Булгунньах) Долдинского, ныне Доллунского наслега (по другим источникам — Батаринского) Мегинского улуса (ныне Мегино-Кангаласский улус, Республика Саха (Якутия). Родители — Федор Иванович Ходулов (1874 — 1939) и Матрена Иннокентьевна (урожденная Лазарева, 1889 — 1965). У отца был старший брат, также многодетный Роман Иванович Ходулов и младший, бессемейный Михаил Иванович.
В 12-летнем возрасте вместе с родителями переехал ближе к реке Лене (здесь были более плодородные земли) в посёлок Техтюр. В Техтюрской начальной школе Дмитрий окончил два класса, затем продолжил обучение в ликбезе для взрослых. Из окружающих юношу выделяло стремление к знаниям, учебе, книгам.
В 19-летнем возрасте, в 1931 году, переехал в Якутск. Поступил в драматическую студию при Якутском музыкально-драматическом театре (ныне — Саха академический театр имени П. А. Ойунского), где его сразу приметили. Возглавлявший тогда художественное руководство театра режиссёр Анатолий Анатольевич Глебов на конкурсном отборе разглядел в юноше с неполным средним образованием артистический талант и зачислил его в драматическую студию. Помимо внешних данных — высокого роста, ладной фигуры, обаяния, четкой дикции, поставленного голоса, тому способствовали такие личные качества, как трудолюбие, стремление расширить кругозор, хорошая память, общительность, дисциплина.
После окончания студии в 1934 году был зачислен в труппу Якутского музыкально-драматического театра им. Ойунского. Первой его ролью стал образ красноармейца в спектакле «Саhыл Сыhыы» по одноименной драме В. Г. Чиряева о героической обороне небольшого красногвардейского отряда во главе с легендарным командиром И. Я. Стродом против превосходящих сил белогвардейского генерала А. Н. Пепеляева.
Так театр стал его школой и домом, песней и книгой, которую никогда не устанешь читать.
С таких ролей он начал свой путь, воспринимая советы Константина Станиславского — не гнушаться, не пренебрегать маленькой ролью. Первой большой работой, захватившей его без остатка, стала роль Николая из драмы СП. Ефремова «Братья». Тогда, после гражданской войны, прошло совсем немного времени, все происходящее на сцене было живо. События возвращали зрителей в совсем недавнее время классовой борьбы, противостояние враждующих сил полностью занимали внимание зала.
Актеру были близки героико-романтические роли (Платон Кречет в одноименной пьесе Корнейчука, Егор Булычов и Сатин в драматургических произведениях Горького, Отелло в одноименной трагедии Шекспира). Его герои — мужественные, волевые, сильные личности, цельные натуры. С годами творческий диапазон Ходулова заметно расширился, в орбиту его внимания попали ярко комедийные, острохарактерные персонажи.
За долгую плодотворную творческую жизнь в Якутском государственном музыкально-драматическом театре им. Ойунского Дмитрием Федоровичем сыграно свыше ста разнохарактерных ролей. Вершина творчества Д. Ф. Ходулова — роль Отелло в трагедии У. Шекспира «Отелло». Имя якутского артиста ставят в один ряд с выдающимися исполнителями роли венецианского мавра.
Как пишет искусствовед Дмитрий Кузьмич Максимов в книге «Актер Дмитрий Ходулов. Жизнь, отданная искусству» (Якутск: Национальное книжное издательство, 1992).
«Итогом большой работы стала постановка трагедии „Отелло“ в постановке режиссера Спиридона Григорьева, где Дмитрий Федорович создал сложный образ венецианского мавра. Как он готовился к этой роли, это отдельная история.
„Отелло слишком сложен, чтобы сразу постичь его. Я предпочел прежде всего изучать и принять эпоху Шекспира, потом идею, как произведения в целом, так и образов трагедии, фабулу, сюжет… Пришло время, когда мне стало не под силу держать все в памяти. И вот я обратился к… тетрадям, стал в них заносить все, что относилось к Отелло. Замечания, выдержки, характеристики, наблюдения, которые предстояло еще осмыслить“ (из воспоминаний).
Готовясь к роли, он исписал три объемные тетради, содержащие высказывания историков, искусствоведов, режиссеров и мастеров сцены об эпохе Шекспира, его творчестве и исполнении ведущих ролей в бессмертных произведениях великого драматурга на протяжении многих лет. Самое значительное место отведено в записях различного рода толкованиям образа Отелло».
К каждой роли готовился самым тщательным образом, читал множество художественной и специальной литературы. Имея чутье художника, взрастил в себе не только выдающегося драматического актера, талантливого графика, но и неподражаемого гримера. Вживаясь в роль, прорисовывал варианты костюма, грима. Рабочие дневники с записями, тетради, фотографии, личные вещи, в том числе коробочки с гримом, переданы в музей Саха академического театра имени П. А. Ойунского (директор музея — заслуженный артист РФ Ефим Степанов).
В число талантов Дмитрия Ходулова входило рисование. Готовясь к каждой роли, он досконально прорисовал будущий образ, грим, костюм героя. Кроме того, любил делать зарисовки окружающей природы. Был заядлым охотником — по мере возможности выезжал с друзьями в любимые места, где от души отдавался охоте. Она давала ему отдых от напряженной работы, заряжала энергией для следующих ролей и постановок.
С 10 по 17 декабря 1957 года в Москве проходила I декада якутской литературы и искусства, имевшие большое культурное и общественное значение. В заключительном концерте мастеров Якутии Дмитрий Ходулов выступил в образе Отелло.
C 1960-х годов занимался режиссурой. Выступал как мастер художественного чтения. На радио НВК «Саха» сохранилось много записей его уникального голоса — красивого баритона. Он читал отрывки из спектаклей, записи сделаны в 1960-е годы.
Депутат Верховного Совета СССР 6-го созыва. Депутат и член Президиума Верховного Совета Якутской АССР 5-го созыва.
Умер 3 октября 1977 года в Амгинском улусе Якутии во время осенней охоты на 66-м году жизни. Похоронен на Маганском кладбище в Якутске.

## Семья
Мать Матрена Иннокентьевна (в девичестве Лазарева; 1889 — 1965 гг.).
Отец Федор Иванович Ходулов (1874 — 1939 гг.), был крестьянином. В семье родилось 17 детей, выжили всего шестеро. Высокая младенческая смертность характерна для Якутии начала XX века.
У Дмитрия Федоровича Ходулова было пять братьев и сестер: Анастасия Соловьева-Ходулова (1913—1994 гг.), Анастасия Архипова-Ходулова (1914—1992 гг.), Николай Ходулов (1923—1942 гг.; погиб в одном из сражений Великой Отечественной войны), Иван Ходулов (1924—1943 гг.; погиб на Великой Отечественной войне), Афанасий Ходулов (24 апреля 1925 — 11 июля 2004 гг.),
В 1936 году Дмитрий Федорович женился на Марии Васильевне Кузьминой, уроженке села Токко Олекминского района (8 марта 1919 — 3 июня 2002 гг.). Прожили в счастливом и крепком браке 42 года.
Семья Дмитрия Федоровича и Марии Васильевны была многодетной, родилось 12 детей, двое из которых скончались в младенчестве.
Дети: Николай (1938 г.р.), Клара (1940 г.р.), Татьяна (1943 г.р.), Светлана (1948 г.р.), Любовь (1950 г.р.), Иван (1952 г.р.), Владимир (1954 г.р.), Дмитрий (1957 г.р.), Василий (1960 г.р.), Александр (1962 г.р.).
Семья жила в Якутске, на проспекте Ленина, 46.

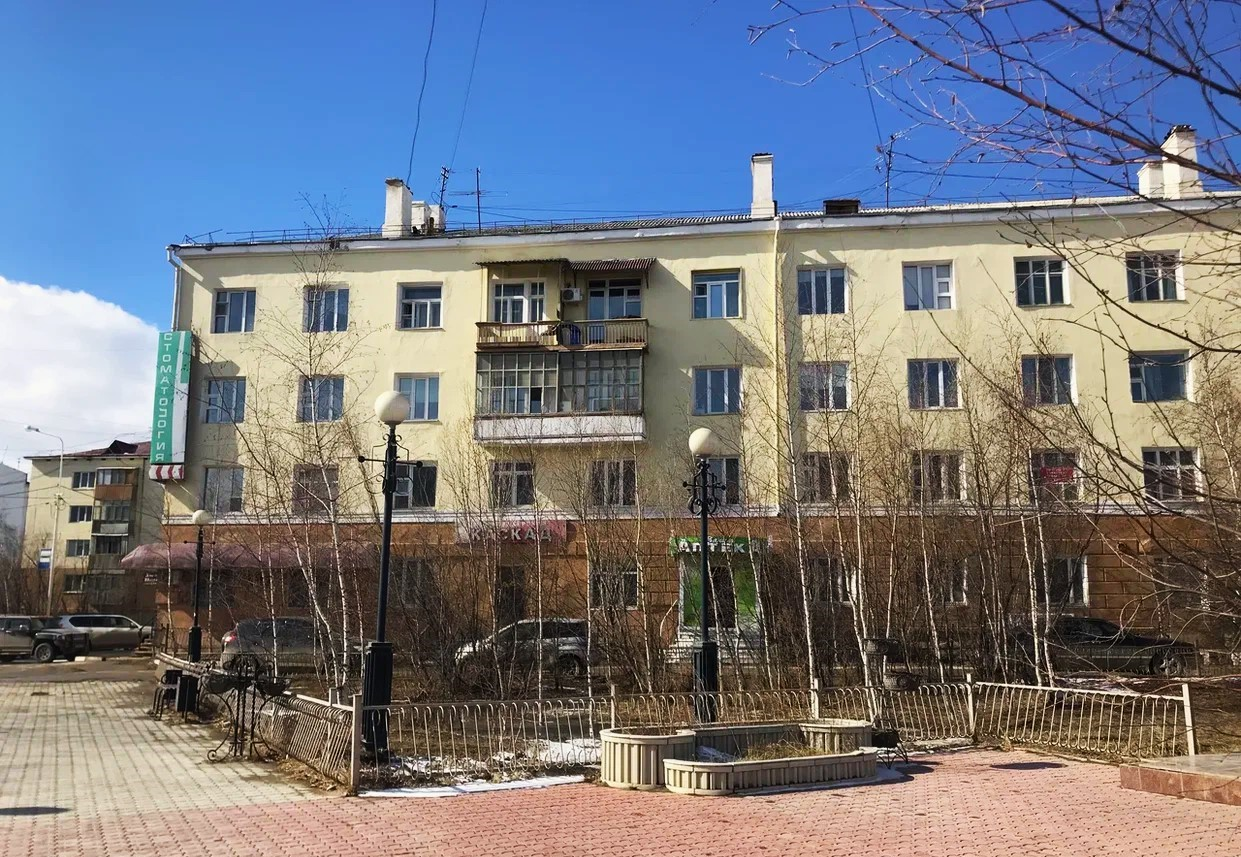
Дом на проспекте Ленина, 46, где жила семья Дмитрия Федоровича Ходулова.

## Награды и звания
- Заслуженный артист Якутской АССР (1947)
- Народный артист Якутской АССР (1955)
- Народный артист СССР (1958)
- Орден Трудового Красного Знамени (1967)
- Орден Октябрьской Революции (1972)
- Медаль «За доблестный труд в Великой Отечественной войне 1941—1945 гг.»
- Медаль «За трудовое отличие» (1957)
- Медаль «За доблестный труд. В ознаменование 100-летия со дня рождения Владимира Ильича Ленина»
- Медаль «Ветеран труда»
- Почётные грамоты Президиумов Верховного Совета РСФСР и Якутской АССР.
- Почётный гражданин Мегино-Кангаласского улуса[4]

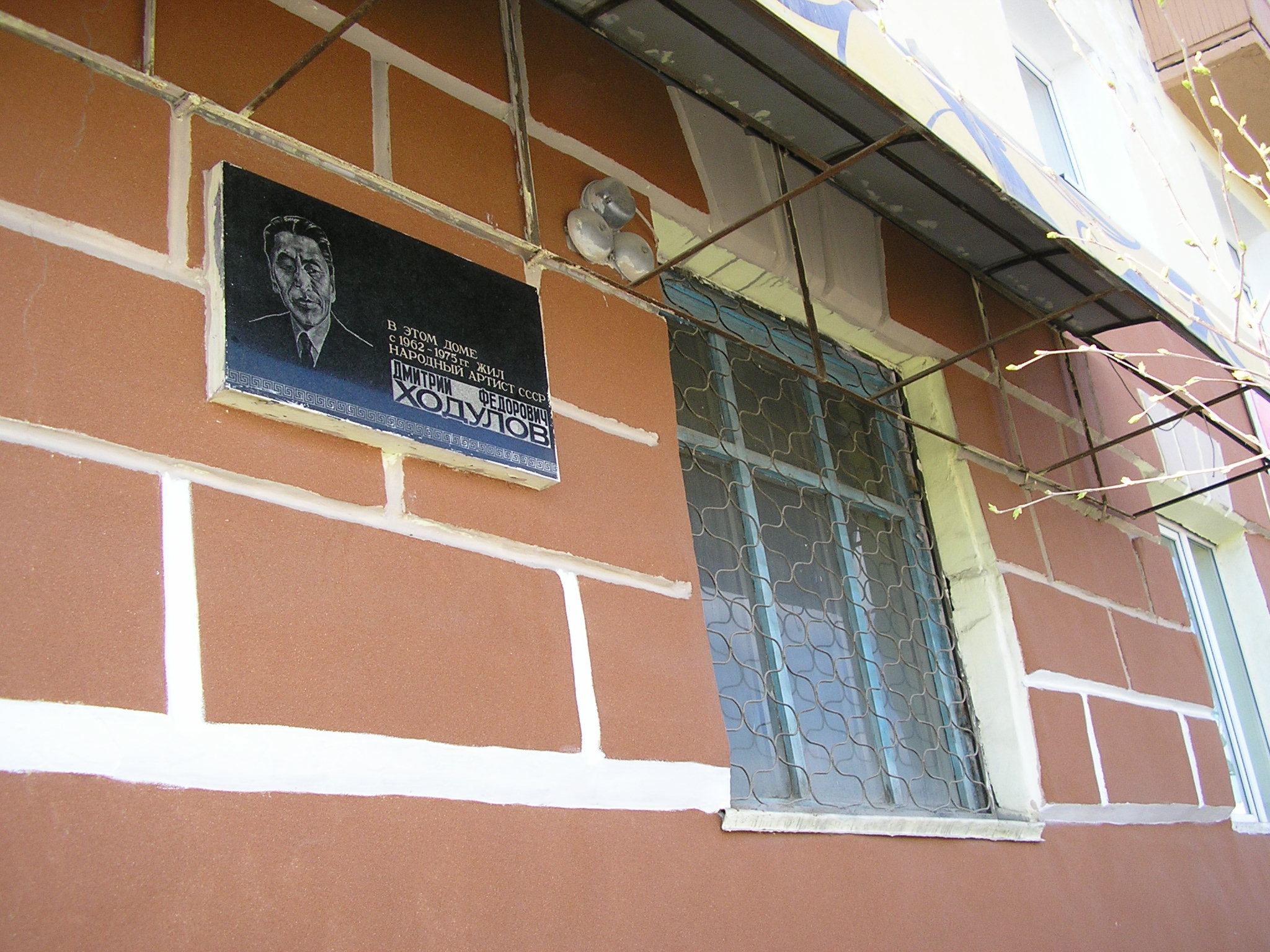
Мемориальная доска на доме, где жил Д. Ф. Ходулов по адресу: Якутск, пр. Ленина, 46.

## Творчество

### Основные роли в театре
- Красноармеец («Сасыл Сысыы» В. Г. Чиряева)
- Николай («Братья» С. П. Ефремова)
- Белый шаман («Красный шаман» П. А. Ойунского)
- Пётр («Любовь» А. И. Софронова)
- Лоокут («Лоокут и Нюргусун» Т. Е. Сметанина)
- Манчаары («Манчаары» В. А. Протодьяконова-Кулантая)
- Джур и Кузнец Кюкюр («Кузнец Кюкюр» Д. К. Сивцева)
- Эксюкю («Айаал» Д. К. Сивцева)
- Лобенгула («Перед восходом солнца» Д. К. Сивцева)
- Чоркин («Человек» Н. Е. Мординова)
- Иван Арбачасов («Разрыв паутины» Н. Е. Мординова)
- Неустроев («Первые искры» И. С. Клиориной)
- Конон («Злой дух» Н. Д. Неустроева)
- Лэкиэс (комедия «Лэкиэс» С. П. Ефремова)
- Айаал (трагедия «Айаал» Д. К. Сивцева)
- Сатин («На дне» М. Горького)
- Егор Булычев («Егор Булычев и другие» М. Горького)
- Несчастливцев («Лес» А. Н. Островского)
- Отелло («Отелло» У. Шекспира, 1955)
- Кардинал Монтанелли («Овод» по Э. Войнич)
- Нияз («Белое платье матери» Т. Абдумомунова)
- Пугачёв(«Салават» М. Карима)
- В. И. Ленин («От имени якутов» С. П. Данилова)
- Платон Кречет («Платон Кречет» А. Е. Корнейчука)
- Сафоно («Русские люди» К. М. Симонова)
- Профессор Мамлок («Профессор Мамлок» Ф. Вольфа)
- Правдин («Недоросль» Д. И. Фонвизина)
- Ляпкин-Тяпкин («Ревизор» Н. В. Гоголя)
- Эзоп («Лиса и виноград» Г. Фигейредо).

### Режиссёрские постановки
- «Сыгый Кырынаастыыр» по драме в стихах И. Избекова (1962)
- «Красный шаман» П. А. Ойунского (1963)
- «Перед восходом солнца» Д. К. Сивцева
- «Туйаара» В. А. Протодьяконова-Кулантая.

### Роли в кино
- Седюк («Тайна предков», СССР, «Таджикфильм», 1972, ч/б, 89 мин. Сценарий Л. Габышева по мотивам повести Н. Якутского «Золотой ручей»).

#### «Дерсу Узала»
В 1974-м году, когда Дмитрий Федорович уже находился на заслуженном отдыхе, он получил письмо со сногсшибательной новостью. Из него следовало, что его приглашают сняться в роли Дерсу Узала в совместном советско-японском художественном фильме. Режиссером картины выступил выдающийся японский режиссер Акира Куросава. Приглашение к съемкам в «Дерсу Узала» стало причиной волнений и тревог — сможет ли сыграть, а значит отдать себя без остатка роли охотника и проводника Дерсу Узала. По-другому он не умел.
Еще снимаясь в фильме «Тайна предков», Ходулов настолько вжился в роль старейшины эвенкийского рода Сэдюка, что в одной из сцен сам вброд несколько часов находился в ледяной горной реке, таскал камни и отморозил пальцы рук.
Предложение сняться у великого японского режиссера было лестным и заманчивым, и одновременно пугающим. После долгих раздумий Дмитрий Федорович, в то время уже страдавший больным сердцем и находившийся на лечении у кардиологов, принял для себя тяжелое решение — ответить отказом. В первую очередь, он, человек, отличавшийся высокой ответственностью, боялся, что сердце не выдержит напряженных съемок в тайге, не хотел подвести именитого японского режиссера в случае рецидива болезни. В итоге съемочная группа пригласила тувинского актера Максима Мунзука. Сами съемки «Дерсу Узала» прошли легко, фильм был снят всего за три месяца.
Можно представить, какие чувства испытывал Ходулов, когда через год вышедший на экраны фильм стал лидером проката не только в Советском Союзе. «Дерсу Узала» получил множество международных призов, а в 1976-м главную премию в мире кино — американского «Оскара».

## Память
В 1997 году, к 85-летнему юбилею Д. Ф. Ходулова, состоялось торжественное открытие мемориальной доски на фасаде дома.

Мероприятие открыли министр культуры РФ Наталья Дементьева и министр культуры РС(Я) Андрей Борисов. Присутствовали артисты Саха академического театра им. П. А. Ойунского, друзья семьи, родственники, студенты.

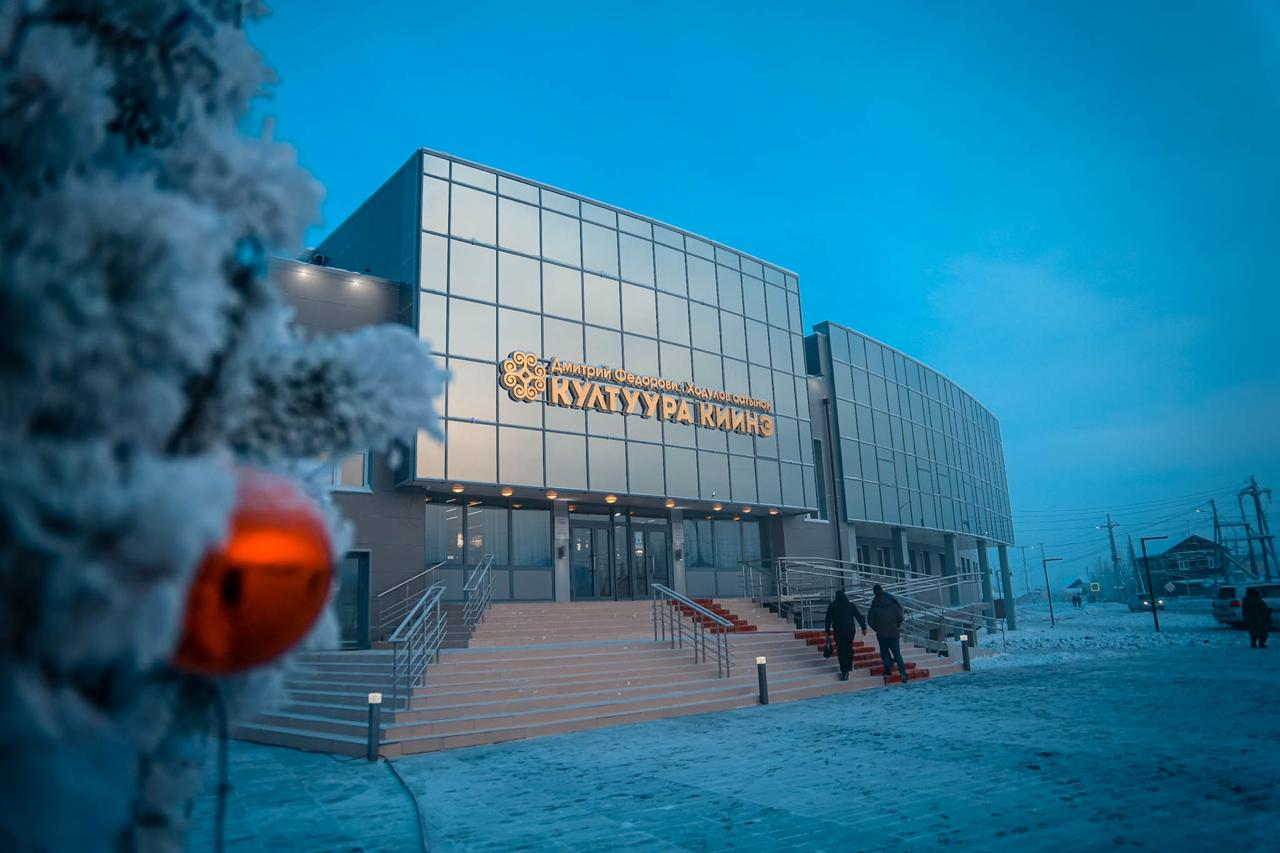
Дом народного творчества имени Д. Ф. Ходулова, село Майя Мегино-Кангаласского района. Фото Андрея Сорокина (ЯСИА)

### Дом народного творчества имени Д. Ф. Ходулова

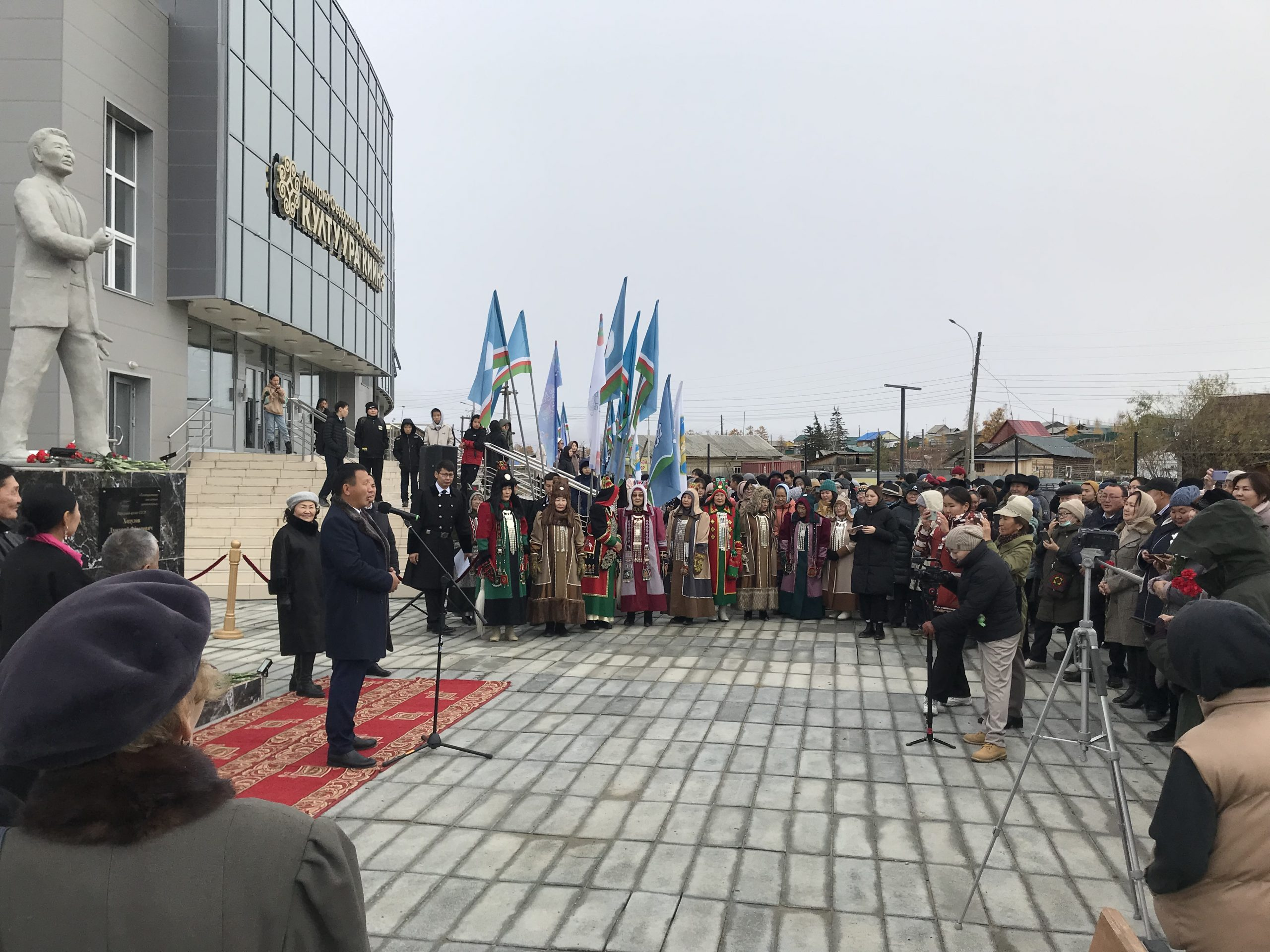
Открытие памятника Д. Ф. Ходулову. 27 сентября 2022 года. У микрофона глава Мегино-Кангаласского улуса Дмитрий Тихонов.

1 сентября 1936 г. в селе Майя Мегино-Кангаласского района был организован I передвижной государственный колхозный театр (постановление Совнаркома ЯАССР от 17 июля 1936 г.).
4 февраля 1963 года Майинскому театру присвоено звание «Народный». В 1992 году согласно распоряжению № 420 главы Мегино-Кангаласского улуса В. В. Скрябина, Майинскому народному театру присвоено имя знаменитого земляка, народного артиста СССР Дмитрия Федоровича Ходулова.
Коллектив участвует в культурных мероприятиях региона, проводит в стенах своего театра республиканские фестивали народных театральных коллективов. С особым трепетом и любовью организует праздничные мероприятия, конкурсы, связанные с именем Д. Ф. Ходулова. Так, стал традиционным конкурс-фестиваль народных театральных коллективов «Талааҥҥытынан мин ааппын ааттатаарын», где по номинациям определяются победители, вручаются памятные призы и подарки, в том числе учрежден специальный приз семьи Ходуловых.
25 декабря 2020 года в селе Майя Мегино-Кангаласского улуса состоялось торжественное открытие нового многофункционального культурно-досугового центра имени народного артиста СССР Дмитрия Фёдоровича Ходулова, что стало событием для всей культурной жизни Республики Саха (Якутия).

К 110-летию Д. Ф. Ходулова на площадке возле Дома народного творчества в с. Майя установлен его памятник (автор сын В. Д. Ходулов). На торжественном открытии присутствовали руководство Мегино-Кангаласского улуса в лице главы Д. И. Тихонова, руководителя Управления культуры улуса, творческих коллективов, родственников, СМИ.

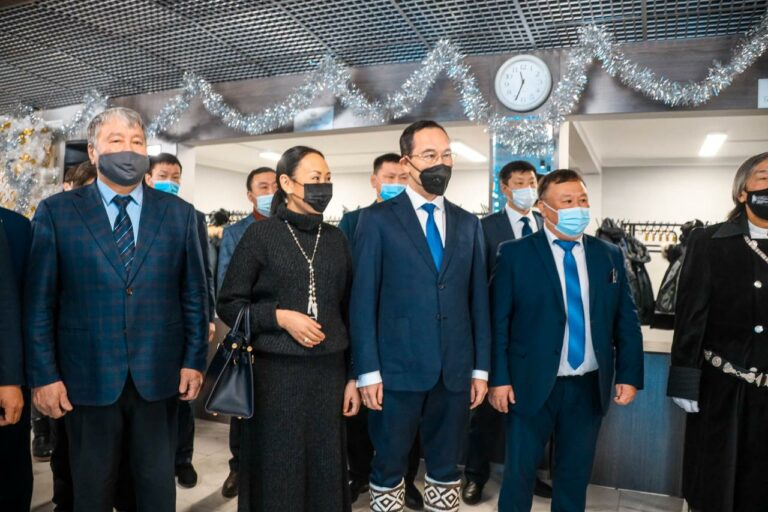
Открытие Дома народного творчества Д. Ф. Ходулова в селе Майя. 25 декабря 2020 года. (Слева направо: спикер Ил Тумэн Александр Жирков, первая леди Людмила Николаева, Глава Республики Саха (Якутия) Айсен Николаев, Глава Мегино-Кангаласского улуса Николай Старостин, директор Дома культуры Василий Винокуров).

### Музей
В селе Сымах Батаринского наслега расположен филиал Мегино-Кангаласского краеведческого музея им. Р. Г. Васильева — Батаринский музей-комплекс им. Героя Советского Союза Ф. К. Попова.
В залах музея размещена постоянная экспозиция, посвященная насыщенной жизни, творчеству, семье выдающегося сына Мегинской земли Дмитрия Ходулова. Рядом соседствует экспозиция его земляка — заслуженного артиста РСФСР, народного артиста ЯАССР Г. Г. Колесова, которого с Дмитрием Федоровичем долгие годы связывали теплые дружеские отношения.
Музей расположен по адресу: Республика Саха (Якутия), Мегино-Кангаласский улус, село Сымах Батаринского наслега, ул. Гаврила Колесова, 18/1.

Кроме того, одна из основных улиц села Сымах названа именем Дмитрия Ходулова (61.926469° 130,950037°).

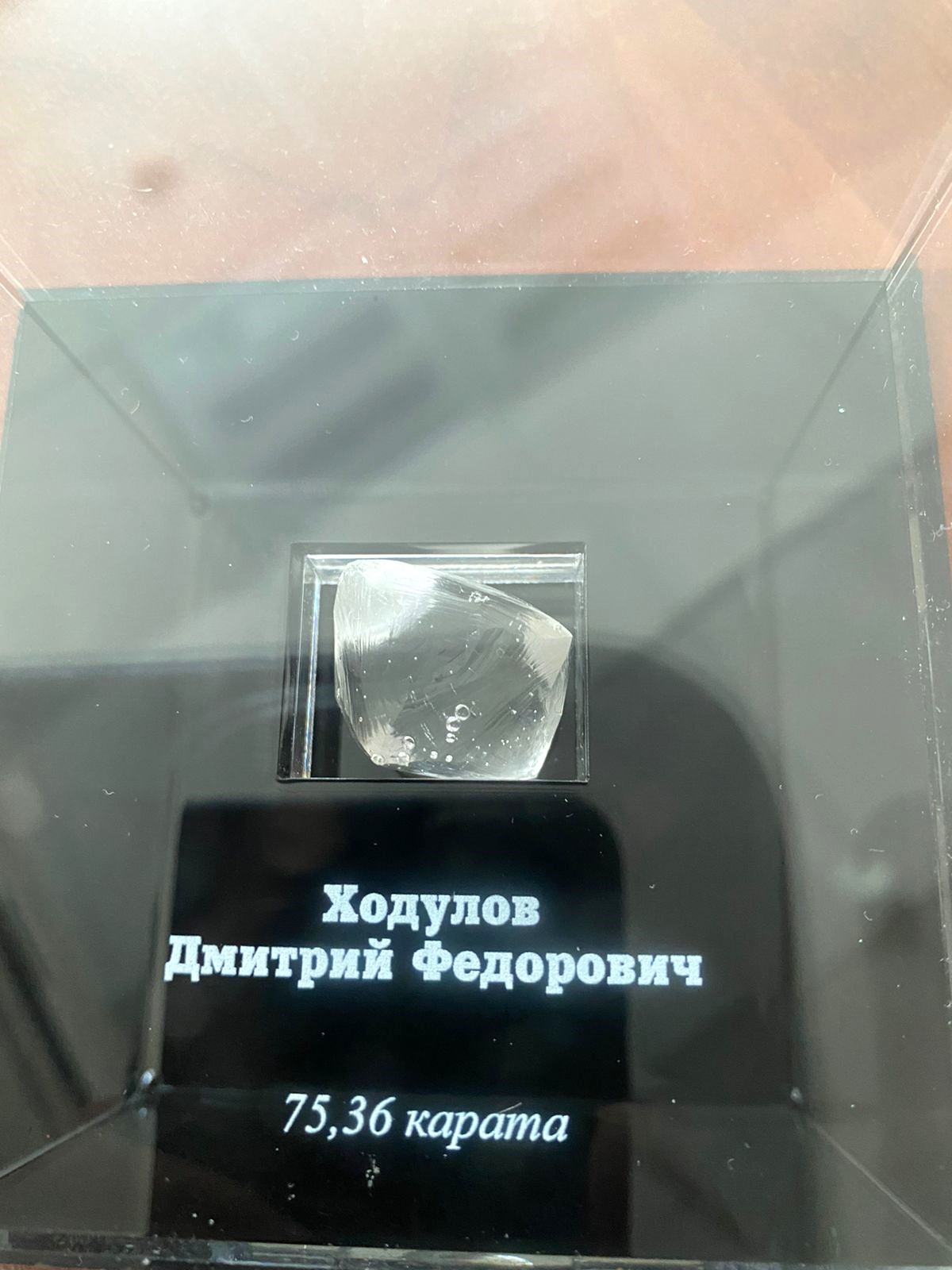
Алмазу весом 75,36 карата присвоено имя Дмитрия Федоровича Ходулова. Октябрь 2022 г.

### Алмаз
К празднованию 100-летия Якутской АССР в 2020 году по инициативе главы региона Айсена Николаева и руководства компании АЛРОСА реализован совместны
й проект «100 именных алмазов к 100-летию государственности Якутии». Крупным ювелирным алмазам присвоены имена исторических личностей, Героев Социалистического Труда, выдающихся государственных деятелей, представителей творческой и научной интеллигенции, легендарных врачей, педагогов и спортсменов Якутии, внесших большой вклад в развитие Якутии.
Крупный алмаз, добытый 7 октября 2020 года на месторождении трубки «Юбилейная» (ПАО «АЛРОСА»), весом 75,36 карата, назван именем Д. Ф. Ходулова.
На сертификате написано: «Алмаз назван в честь Ходулова Дмитрия Федоровича, якутского советского актера, народного артиста СССР. Он создал запоминающиеся образы якутской национальной, русской классической и мировой драматургии. Мастер художественного чтения, успешно снимался в кино, занимался режиссурой. Стоял у истоков формирования профессионального театра в республике, внес неоценимый вклад в формирование якутской драматургии. Депутат Верховного Совета СССР, член Президиума Верховного Совета ЯАССР».